# Troica-Bierieg
Troica-Bierieg (ros. Троица-Берег) – wieś (sieło) w Rosji, w obwodzie włodzimierskim, w rejonie suzdalskim. W 2021 liczyła 196 mieszkańców.